# Carex pendula
Carex pendula es una especie de Carex de las más vistosos de la flora europea y es frecuente en zonas húmedas y umbrías como bosques de ribera y ribazos de la mitad norte de la península ibérica, siendo una planta herbácea perenne. 

## Distribución
Es nativa del oeste, centro y áreas sureñas de Europa, hallándose al norte de Suecia, Dinamarca, Escocia, alcanzando 58° N. También se halla en el noroeste de África, Azores, Madeira, Oriente Medio. Ha sido introducida a Nueva Zelanda, y muy expandida por EE. UU. registrándosela de Washington a Virginia.

## Descripción
Forma matas altas de 18 dm y excepcionalmente 25 dm; en su extremo se desarrolla una panícula poco densa. Está se compone de inflorescencias péndulas en forma de espiga que contienen cada punta una parte masculina y femenina.

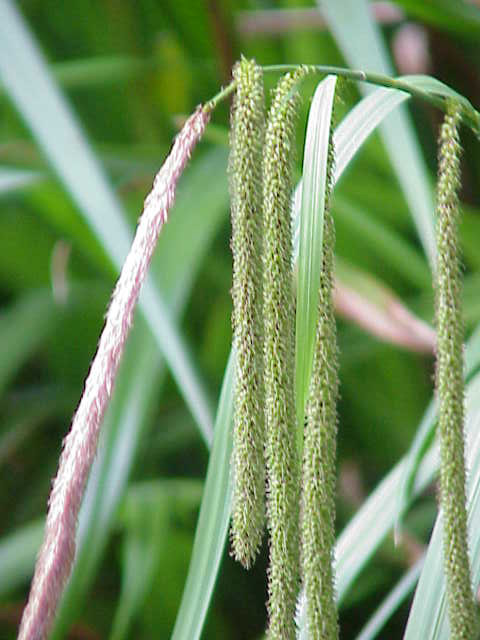
Espigas.

Las inflorescencias masculinas miden hasta 16 cm de altura, mientras que las femeninas superan los 25 cm.
Las flores como en los demás miembros del género, están muy reducidas dentro de una estructura y no representan perianto (Envoltura floral que protege y rodea a los estambres y los carpelos y que por lo general está formada por pétalos y sépalos), por lo que la polinización tiene lugar gracias al viento. Las flores femeninas quedan incluidas dentro de una estructura membranosa llamada utrículo y dan lugar a una pequeña núcula. El género Carex es quizás el más diversificado de la flora europea y se extiende principalmente por bosques y prados de montañas.

## Nombres comunes
- Español: Junca o Cárice llorón, Espadaña.[1]
- Inglés:pendulous sedge, hanging sedge, drooping sedge, weeping sedge.

## Sinonimia
- Trasus pendulus (Huds.) Gray, Nat. Arr. Brit. Pl. 2: 65 (1821).
- Manochlaenia pendula (Huds.) Fedde & J.Schust. (1913 publ. 191).
- Carex maxima Scop. (1772).
- Carex agastachys L.f. (1782).
- Carex mutabilis Willd. (1787).
- Carex myosuroides Lowe (1833), nom. illeg.
- Carex pendula var. myosuroides Boott (1867).
- Carex maxima var. angustifolia Albov (1895).
- Carex pendula f. pallida Asch. & Graebn. (1903).
- Carex pendula var. angustifolia (Albov) Kük. in H.G.A.Engler (ed.) (1909).[2]